# Пъстра копринка
Пъстрата копринка (Coprinopsis picacea) е вид базидиева гъба от семейство Psathyrellaceae.

## Описание
Шапката достига до 6 cm в диаметър и 8 cm във височина. В ранна възраст е яйцевидна, а в напреднала възраст е цилиндрична или звънчевидна. Покрита е с бяла до мръснобяла обвивка, която с времето се разкъсва на ивици от едри и влакнести парцалчета, между които се показва лъскавата тъмнокафява до черна кожица. Пънчето е сравнително високо (до 20 cm) и е цилиндрично, леко удебелено в основата, право, крехко, бяло и покрито с много гъсти бели люспици. Месото е тънко и белезникаво на цвят и няма характерен вкус или мирис. Гъбата е неядлива.

## Местообитание
Среща се сравнително рядко през юли – октомври, като расте поединично или на малки групи върху почва в широколистни гори, предимно букови и по-рядко дъбово-габърови.